# Passage Joanès
Le passage Joanès est une voie du 14e arrondissement de Paris, en France.

## Situation et accès
Le passage Joanès est situé dans le 14e arrondissement de Paris. Il débute au 93, rue Didot et se termine au 10, rue Joanès.

## Origine du nom
La voie tire son nom de celui d'un ancien propriétaire.

## Historique
Le passage Joanès a pris sa dénomination en 1884 lors de son ouverture.